# Er drengen dum?
Er drengen dum? er en dansk dokumentarfilm fra 1954 instrueret af Erik Fiehn og efter manuskript af Leck Fischer.

## Handling
En film, der skildrer den ordblindes vanskeligheder. "Erik er dum," siger hans far og kammeraterne. Skolepsykologens undersøgelse viser imidlertid, at drengen er ordblind, dvs., han har en læsesvaghed, der muligvis er arvelig. Efterhånden får skolepsykologen Eriks far til at forstå sønnens problem. Erik kommer til særundervisning i en læseklasse, hvor han sammen med andre børn får en undervisning, der tager hensyn til hans svaghed og tager sigte på at føre ham ud over den. Nu kan Erik følge med i skolen, og han bliver et harmonisk lille menneske.